# Ponori Thewrewk József
Ponori Thewrewk József (Josephus Thewrewk de Ponor; Déva, 1793. február 20. – Pest, 1870. november 4.) magyar író, régiséggyűjtő. Ponori Thewrewk Árpád, Ponori Thewrewk Emil és Török Aurél édesapja, Ponori Thewrewk Aurél dédapja.

## Életpályája
Thewrewk József, Thewrewk János dézsmaszedő, dévai jegyző és Götffy Borbála fia. Gimnáziumi éveit a szászvárosi református gimnáziumban töltötte. Később, tanítói diplomája megszerzése után 1813-ban ő maga is tanított itt, magyar nyelvet és esztétikát. 1817-től, mint királyi, táblai jegyző Marosvásárhelyen, majd ügyvédi vizsgát tett 1820-ban, és ezután Pestre költözött. Pesten királyi táblai jegyzőnek esküdött fel, és 1823. december 29-én a magyarországi ügyvédi oklevelet is megszerezte. Terve volt, hogy ügyvédi tevékenységét Pesten folytatja, a nagy értékű műgyűjteményét ért sorozatos lopások miatt mégis úgy gondolta, hogy inkább Pozsonyba költözik. Ezután kizárólag az irodalomnak élt. Epigrammagyűjteményeket adott ki, melyeknek célpontja a haladó politikai és irodalmi törekvések képviselői  voltak. 1828-ban Magyarországot beutazta egy festővel, utazása során, meglátogatta Kazinczyt. Ettől kezdve elkötelezett híve és gyűjtője lett a magyar irodalomhoz, történelemhez és művészetekhez kapcsolódó relikviáknak. 1845-ben Orosz Józseftől átvette a Hírnök szerkesztését, de az még az év június 30-án meg is szűnt. Ugyanebben az évben sorsa rosszra fordult, és felesége meghalt. Képgyűjteményét tűzvész pusztította el, ezért 1852-ben Pestre ment lakni, gyűjteményeiből néhányat, köztük a róla elnevezett kódexet sikerült kiadnia. Élete utolsó éveire a szépirodalmi tevékenység volt jellemző, de nyelvészeti gyűjteményeit is folyamatosan fejlesztette. Nyelvújítóként is ismert személy volt, a sok új magyar szót alkotott, mint a honvéd, urbér, de még több régi szót fedezett különösen a székely nyelvterületről. 1870. november 4-én halt meg Budapesten.

## Munkái

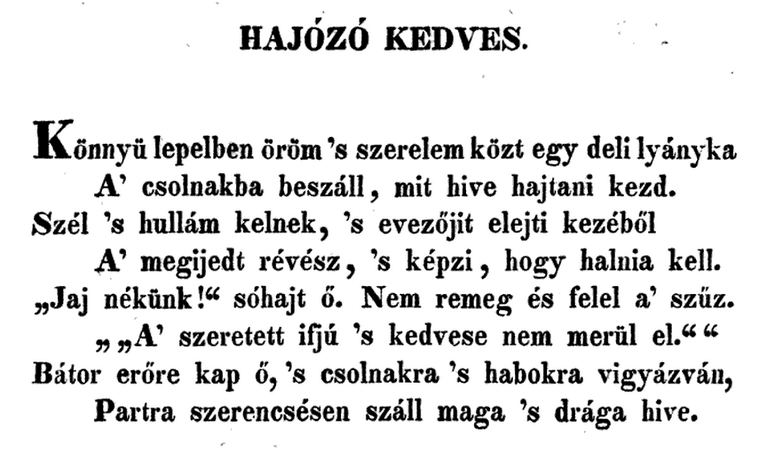
Hajózó kedves (in: Epigrammák. Pozsony, 1835. 89. old.)

- Hóra-világ, Érzékeny játék négy felvonásban. Szerző András Elek. Pest, 1823.
- Csík-szentiványi Kerekes Ábel életképe. Pest, 1824. Online
- Három értekezés Hunyady Székely János magyarországi kormányzó, törvényes ágyból lett születésének bebizonyítására. (Jegyzetekkel közölve). Pozsony, 1825.
- Tíz csapás. Pest, 1830. (Versek.).
- Gróf Vay Ábrahám életírása. Pozsony, 1830.
- Anticyrai tobák. Írta a Tíz csapás szerzője. Esztergom, 1830. (Névtelenül).
- Tolnai emlék, Esztergom, 1830.
- Néhai Galantai Balogh János több vármegyék főfő táblabírája és nyolcz országgyűlés hires követe életrajza. Esztergom, 1830.
- Alapmondások. Pozsony, 1830-31. Négy füzet.
- Magyar anthologia. Pozsony, 1832. Takács Gáspár arcképével, két kötetben. (Horváth István, Nagy Lajos és Hunyadi Mátyás magyar királyoknak védelmeztetések a nemzeti nyelv ügyében. Dankovszky Gergely. A magyar nemzet maradéki az ősi lakóhelyekben.).
- Honosi érzések. (Magyarul és németül). Pozsony, 1833. (Egyedül a magyar szöveg).
- Beretválkozótükör az új magyarok számára. Pozsony. 1833. (Megyeri Károly, Nyelvpríty, vagy: Az új magyar író mint kérő. Vígjáték, egyfelvonásosok).
- A korlátlan törvénytanuló. Hely nélkül., 1833. (Költemény), a 2. kiadás. Pozsony, 1845).
- Hazafiúi elmélkedések, Snischek, Pozsony, 1833. (Magyarul és németül)[2]
- Sajtószabadság és cenzúra, Pozsony, 1833.
- Honvéd. Pozsony, 1834. (Nevelési cikkek, pl. A sajtóról)
- Honbarát. Pozsony, 1834. (A régiek nevelésmódja. Az erdélyi törvényes királyi tábla mellett törvényt gyakorló ifjúság).[3]
- Velenczei szappanpor az új magyarok számára. Pozsony, 1834. (Vers és próza)
- Két eredeti színjáték. Pozsony, 1834 (A nefelejtskoszorú, nézőjáték 3 felvonásban. A megtért, nézőjáték. 3 felvonásban.)
- Honszerető. Pozsony, 1834. (Nevelési cikkek, XVI. századi hazai nyomdák, könyvismertetések).
- Dictionarium Pentaglottum. Venetiis 1595. Recudi curavit. Uo. 1834. (Szerzőnek: Faustus Verantius életrajzával).
- Dicsőségesen uralkodó Ferdinánd császár és apostoli király őfelsége születése öröminnepén. Pozsony, 1835. (Költemény).
- Epigrammák. Pozsony, 1835.
- Költőmívek. Pozsony, 1836.
- Werbőczy István Diák műszavai régi magyaritásokkal. Pozsony, 1844.
- Adalék az 1848 - 49 évi magyar forradalomhoz, Bécs, 1849.
- Magyar nyelvkincsek, Pest, 1858.
- Székely koszorú, Esztergom, 1863.